# كهف كوسيولات
كهف كوسيولات (بالرومانية: Peștera Cuciulat)‏ هو كهف طبيعي، يقع في مقاطعة سلاج في رومانيا، وتوجد فيه أقدم رسوم كهوف في أوروبا الوسطى.
وكان الكهف معروفا للسكان المحليين قبل الحرب العالمية الأولى، ولكنه دمر خلالها بالمتفجرات.
وفي 28 يوليو 1978 قام مجموعة من مستكشفي الكهوف الرومانيون بدخول واستكشاف الكهف، كما لاحظوا وجود بعض الرسوم، على جدرانه، وفي العام التالي دخل عالم الآثار مارين كارسيومارو الكهف برفقة رجلين من الفريق البحث العلمي، ووجدوا صورة محفوظة جيدًا لحصان وصورة لقطط وأخرى لطائر وحصان آخر، وصورة غامضة يعتقد أنها لأنسان ، وأثبت التحليل الكيميائي أن اللوحات قد رسمت بطين أحمر غني بأكاسيد الحديد.
وقال مارين كارسيومارو ،بناء على الرسوم المشابهة في باقي أوروبا، أن الرسوم، تعود إلى العصر الحجري القديم، منذ 12000 عام تقريبًا، ولكن لا يمكن دعم رأيه بأدلة أثرية. وكذلك لا يمكن تأكيد أو نفي وجود سكن بشري في الكهف أو قريبًا منه، بسبب تدمير جزء كبير من الكهف، كما أثر هذا التدمير على فرص اكتشاف قطع أثرية، يمكنها توفير أدلة إضافية تساعد على تحديد عمر الرسوم بدقة، ويبلغ عرض صورة الحصان 24.6 سم (9.7 بوصة) وارتفاعها 12.5 سم (4.9 بوصة) ، ويبلغ عرض صورة الطائر 21 سم (8.3 بوصة) وارتفاعها 14 سم (5.5 بوصة). ويبلغ ارتفاع الصورة التي تشبه الأنسان 51 سم (20.1 بوصة) وعرضها 26 سم (10.2 بوصة) ووجدت في حالة سيئة للغاية.
في عام 1985 ، حدث انهيار أرضي داخل، أدى لأغلاق مدخل الكهف، ولذلك لا يُعرف الوضع الحالي لرسوم الكهوف.
وكانت هناك نية لإجراء حملة تنقيب جديدة بأدوات حديثة، على أمل العثور على الرسومات التي لم تكتشف في حملة عام 1978.